# Bodemwevertje
Het bodemwevertje (Tenuiphantes tenuis) is een spin uit de familie hangmatspinnen (Linyphiidae).
Het vrouwtje wordt 2,1 tot 3,2 mm groot, het mannetje 2 tot 2,6 mm. Het prosoma is bruin tot donkerbruin. De poten zijn lichtgeel. De opisthosoma zijn bleekgeel of donkergrijs. Het bodemwevertje wordt aangetroffen in Europa en Noord-Afrika.